# Парньи-Филен
Парньи́-Филе́н (фр. Pargny-Filain) — коммуна во Франции, находится в регионе Пикардия. Департамент коммуны — Эна. Входит в состав кантона Фер-ан-Тарденуа. Округ коммуны — Суасон.
Код INSEE коммуны — 02589.

## Население
Население коммуны на 2010 год составляло 234 человека.
| 1962 | 1968 | 1975 | 1982 | 1990 | 1999 | 2010 |
| ---- | ---- | ---- | ---- | ---- | ---- | ---- |
| 136  | 133  | 147  | 191  | 195  | 201  | 234  |

## Экономика
В 2010 году среди 155 человек трудоспособного возраста (15—64 лет) 130 были экономически активными, 25 — неактивными (показатель активности — 83,9 %, в 1999 году было 69,9 %). Из 130 активных жителей работали 114 человек (59 мужчин и 55 женщин), безработных было 16 (10 мужчин и 6 женщин). Среди 25 неактивных 7 человек были учениками или студентами, 10 — пенсионерами, 8 были неактивными по другим причинам.